# Baía de Elliott
A Baía de Elliott (em inglês:  Elliott Bay) é um pequeno estuário que banha a região de Seattle, Washington, nos Estados Unidos. É na Baía de Elliot que se localiza o Porto de Seattle, considerado um dos 10 portos mais movimentados do país e um dos 50 maiores do mundo em 2002.
A baía também serviu de cenário para a famosa sitcom Frasier.

## Nome
A origem do nome Elliot é incerta. Alguns acreditam que provém de Jared Elliott, um capitão capelão; ou George Elliot, um marinheiro. Contudo, a maioria da população considera Samuel Elliott como origem do nome.